# Prosopocoilus blanchardi
Prosopocoilus blanchardi is een keversoort uit de familie vliegende herten (Lucanidae). De wetenschappelijke naam van de soort is voor het eerst geldig gepubliceerd in 1873 door Parry.